# Benji Hughes
Benji Hughes é um artista norte-americano natural de Greeneville, Tennessee. Cresceu e atualmente reside em Charlotte. Em julho de 2008, Benji Hughes lançou o seu primeiro álbum, intitulado A Love Extreme (Um Amor Extremo) pela gravadora New West Records. A Love Extreme é um álbum duplo contendo 25 músicas. Foi gravado com Keefus Ciancia, produtor e músico da gravadora que atua no escritório de Los Angeles.
Hughes tem tido diversas músicas destacadas em várias séries televisivas, incluindo Barrados no Baile, Chuck e How I Met Your Mother. Hughes foi também um compositor contribuinte para o filme de 2007 Walk Hard: The Dewey Cox Story.
Benji Hughes também fez uma aparição no filme de 2009 Gentlemen Broncos como pai de Benjamin Purvis, sendo apenas retratado em uma fotografia.
Em 2011, Hughes apareceu no auto-intitulado álbum de country de Jeff Bridges.

## Discografia

### Álbuns de Estúdio
1. A Love Extreme - 2008